# Magnesiopascoit
Magnesiopascoit ist ein sehr selten vorkommendes Mineral aus der Mineralklasse der „Oxide (sowie Hydroxide, V[5,6]-Vanadate, Arsenite, Antimonite, Bismutite, Sulfite, Selenite, Tellurite und Iodate)“. Er kristallisiert im monoklinen Kristallsystem mit der idealisierten chemischen Zusammensetzung Ca2Mg(V5+10O28)·16H2O und ist damit chemisch gesehen ein wasserhaltiges Magnesium-Calcium-Decavanadat, das zu den [6]Sorovanadaten (Gruppenvanadaten) gehört.
Die Typlokalität des Magnesiopascoits ist die circa 15 km östlich von La Sal im Lion Canyon gelegene, heute aufgelassene Uran-Vanadium-Lagerstätte der „Blue Cap Mine“ (Koordinaten der U-V-Lagerstätte Blue Cap Mine) im La-Sal-District (Paradox Valley District), San Juan Co., Utah, USA.
Das Mineral findet sich an seiner Typlokalität hauptsächlich in Form von parallelen Stapeln aus Kristallen, die im Habitus von tafelig über isometrisch bis prismatisch variieren. Ihre komplex verwachsenen Aggregate können Größen von mehreren Millimetern erreichen.

## Etymologie und Geschichte
Infolge der Aktivitäten des Mineralsammlers Joe Marty aus Salt Lake City im Bereich der U-V-Lagerstätten rund um La Sal wurde aus der „Blue Cap Mine“ und auch aus der nahe gelegenen „Vanadium Queen Mine“ ein Mineral nachgewiesen, welches bei ersten Analysen keiner anderen bekannten Phase zuzuordnen war.
Nach der Bestimmung der erforderlichen physikalischen und optischen Eigenschaften und der chemischen Zusammensetzung sowie der Kristallstruktur durch Anthony R. Kampf vom „Mineral Sciences Department“ des „Natural History Museum of Los Angeles County“, Los Angeles/Kalifornien, und Ian M. Steele vom „Department of the Geophysical Sciences“ der University of Chicago, Chicago/Illinois, wurde das Mineral der International Mineralogical Association (IMA) vorgelegt, die es 2007 unter der vorläufigen Bezeichnung IMA 2007-025 als neues Mineral anerkannte. Im Jahre 2008 erfolgte die wissenschaftliche Erstbeschreibung dieses Minerals durch Anthony R. Kampf und Ian M. Steele im kanadischen Wissenschaftsmagazin „The Canadian Mineralogist“ als Magnesiopascoit (englisch Magnesiopascoite). Sie benannten das Mineral nach seiner chemischen Zusammensetzung mit Magnesium und der kristallchemischen Verwandtschaft mit Pascoit.
Das Typmaterial (zwei Cotypen) für Magnesiopascoit wird unter den Katalognummern 58610 und 58611 in der Sammlung des „Natural History Museum of Los Angeles County“ in Los Angeles aufbewahrt.

## Klassifikation
Da der Magnesiopascoit erst 2008 als eigenständiges Mineral anerkannt wurde, ist er in der seit 1982 veralteten 8. Auflage der Mineralsystematik nach Strunz nicht verzeichnet. Im zuletzt 2018 aktualisierten „Lapis-Mineralienverzeichnis“, das sich aus Rücksicht auf private Sammler und institutionelle Sammlungen noch nach dieser klassischen Systematik von Karl Hugo Strunz richtet, erhielt das Mineral allerdings die Mineral- und System-Nr. IV/G.01-028, was in der „Lapis-Systematik“ der Abteilung „Vanadiumoxide (Polyvanadate mit V4+/5+)“ entspricht. Dort bildet Magnesiopascoit zusammen mit Bluestreakit, Burroit, Gunterit, Huemulit, Hughesit, Hummerit, Kokinosit, Lasalit, Nashit, Pascoit, Postit, Rakovanit, Schindlerit, Sherwoodit, Wernerbaurit die Gruppe der „Gruppenvanadate“.
Die seit 2001 gültige und von der International Mineralogical Association (IMA) verwendete 9. Auflage der Strunz’schen Mineralsystematik ordnet den Magnesiopascoit in die Mineralklasse der „Oxide (sowie Hydroxide, V[5,6]-Vanadate, Arsenite, Antimonite, Bismutite, Sulfite, Selenite, Tellurite und Iodate)“ und dort in die Abteilung der „V[5,6]-Vanadate“ ein. Diese ist weiter unterteilt nach der Struktur der Vanadatkomplexe, so dass das Mineral entsprechend seinem Aufbau in der Unterabteilung „[6]-Gruppenvanadate (Sorovanadate)“ zu finden ist, wo es zusammen mit Lasalit und Pascoit die Pascoitgruppe mit der System-Nr. 4.HC.05 bildet.
Die vorwiegend im englischen Sprachraum gebräuchliche Systematik der Minerale nach Dana ordnet den Magnesiopascoit dagegen in die Klasse der „Phosphate, Arsenate und Vanadate“ und dort in die Abteilung der „Vanadium-Oxysalze“ ein. Dort ist er zusammen mit Pascoit in der unbenannten Gruppe 47.02.01 innerhalb der Unterabteilung „Vanadium-Oxysalze (VmOn)“ zu finden.

## Chemismus
Vier Mikrosondenanalysen an Magnesiopascoit von der Typlokalität ergaben Mittelwerte von 7,78 % CaO; 2,67 % MgO; 0,23 % ZnO; 0,05 % CoO; 71,32 % V2O5 und 21,94 % H2O (aus der Kristallstruktur berechnet) (Summe = 103,99 %). Auf der Basis von zehn Vanadadiumatomen pro Formeleinheit (apfu), mit 44 Sauerstoff-Atomen apfu und ausreichend Wasserstoff (für den Ladungsausgleich) wurde daraus die empirische Formel Ca1,77(Mg0,85Zn0,04Co0,01)(H2O)15,34(H3O)0,66(V10O28) berechnet. Diese wurde zu Ca2Mg(V5+10O28)·16H2O idealisiert, welche Gehalte von 2,98 % MgO; 8,31 % CaO; 67,35 % V2O5 und 21,35 % H2O (Summe = 100,00 %) verlangt.
Magnesiopascoit ist das einzige Mineral, welches die Elementkombination Mg–Ca–V–O–H aufweist. Eine sehr ähnliche chemische Zusammensetzung weist das Vanadatmineral Gottlobit, CaMg(VO4,AsO4)(OH), dessen Vanadat- durch Arsenat-Komplexe substituiert werden können. Magnesiopascoit ist das Mg-dominante (und etwas wasserärmere) Analogon zum Ca-dominierten Pascoit und das Ca2Mg-Analogon zum K2Mg2-dominanten Hummerit, K2Mg2(V10O28)·16H2O. Alle diese Minerale enthalten ebenfalls das [V10O28]6−-Decavanadat-Polyanion, weisen jedoch verschiedene Kationenbesetzungen mit Alkali- oder Erdalkali-Ionen oder beiden sowie unterschiedliche Kristallwassergehalte auf.
Chemisch ähnlich sind hingegen u. a.
Alpeit, Ca4Mn3+2Al2(Mn3+Mg)(SiO4)2(Si3O10)(V5+O4)(OH)6; Kannanit, Ca4Al4(AlMg)(VO4)(SiO4)2(Si3O10)(OH)6; Lumsdenit, NaCa3Mg2(As3+V4+2V5+10As5+6O51)·45H2O; Poppiit, Ca2(V3+,Fe3+,Mg)(V3+,Al)2(Si2O7)(SiO4)(OH,O)2·H2O; vanadiumhaltiger Adelit, CaMg([As,V]O4)(OH); Vanadio-Pargasit, NaCa2(Mg4V)(Al2Si6)O22(OH)2; sowie die als Mineral noch unbeschriebene Phase „UM1979-21-SiO:AlHNaV“, (Na,Ca)0,73(V,Mg,Fe)2(Si,Al,V)4O10(OH)2·nH2O.

## Kristallstruktur
Magnesiopascoit kristallisiert im monoklinen Kristallsystem in der Raumgruppe C2/m (Raumgruppen-Nr. 12) mit den Gitterparametern a = 19,8442 Å, b = 9,9353 Å, c = 11,7372 Å und β = 10,7149° sowie zwei Formeleinheit pro Elementarzelle.
Die Kristallstruktur des Magnesiopascoits (vergleiche dazu die nebenstehende Strukturdarstellungen) ist der anderer Vertreter der Pascoit-Gruppe sehr ähnlich. Sie besteht aus der Struktureinheit (bzw. dem anionische Komplex) des Decavanadat-Polyanions (bzw.-Oxyanions) [V10O28]6− und einem interstitiellen, hydrierten, kationischen Komplex. Die Decavanadat-Struktureinheit besteht aus zehn stark verzerrten V5+O6-Oktaedern mit gemeinsamen Kanten. Acht der zehn Oktaeder [V2 (× 2), V3 (× 2) und V4 (× 4)] im Magnesiopascoit und auch im Pascoit sind durch eine kurze Vanadyl-Bindung, vier mittellange äquatorielle Bindungen und eine lange Bindung trans zur Vanadyl-Bindung gekennzeichnet. Die anderen beiden Oktaeder [V1 (× 2)] im Magnesiopascoit und Pascoit besitzen zwei kurze trans-Bindungen und vier mittellange äquatorielle Bindungen. Die markanten Variationen in der Bindungslänge sind konsistent mit der starken elektrostatischen Abstoßung zwischen den V5+-Kationen.
| Kristallstruktur von Magnesiopascoit |
| - Räumliche Darstellung in der kristallographischen Standardausrichtung - Mit Blickrichtung parallel zur a*-Achse - Mit Blickrichtung parallel zur b-Achse - Mit Blickrichtung parallel zur c*-Achse |
| Farblegende: _ V 0 _ Mg 0 _ Ca 0 _ O 0 _ H |

Im Magnesiopascoit weist der interstitielle Komplex die Zusammensetzung{Ca2Mg(H2O)16}6+ auf und wird von Mg(H2O)6-Oktaedern und siebenfach-koordinierten CaO2(H2O)5-Gruppen (einschließlich der beiden Sauerstoff-Atome aus dem Decavanadat-Komplex, an die Ca gebunden ist) gebildet.
Im Pascoit besteht der interstitielle Komplex hingegen aus {Ca2Ca(H2O)17}6+ und wird von siebenfach-koordinierten Ca(H2O)7 und CaO2(H2O)5-Gruppen gebildet. Die einzige signifikante Differenz zwischen den Strukturen von Magnesiopascoit und Pascoit bezieht sich auf den interstitiellen Komplex in den Strukturen und dort auf die Koordination der beiden den jeweiligen Komplex bildenden nichtäquivalenten Kationen-Positionen. Während in der Pascoit-Struktur die Ca1-Position mit sieben H2O-Molekülen – vier in vollständig besetzten Positionen und drei in halb besetzten Positionen – koordiniert ist, ist in der Struktur des Magnesiopascoits das Mg mit sechs H2O-Molekülen – und diese alle auf vollständig besetzten Positionen – koordiniert, wobei ein nahezu perfektes Oktaeder gebildet wird. In beiden Fällen sind die Kationen lediglich an H2O-Moleküle gebunden, welche wiederum mit Sauerstoff-Atomen des interstitiellen Komplexes lediglich via Wasserstoffbrückenbindungen verknüpft sind. Die Koordinationen um die andere Kationen-Position – Ca2 in Pascoit und Ca in Magnesiopascoit – sind beide siebenfach und unterscheiden sich nur darin, dass im Pascoit ein Paar gebundener Sauerstoff-Positionen (O12) geteilt ist und im Magnesiopascoit nicht. In beiden Fällen ist Ca mit den beiden Sauerstoff-Atomen O1 und O5 des Decavanadat-Komplexes und fünf H2O-Molekülen (O12 (× 2), O14 (× 2) sowie O15) verbunden.

## Eigenschaften

### Morphologie

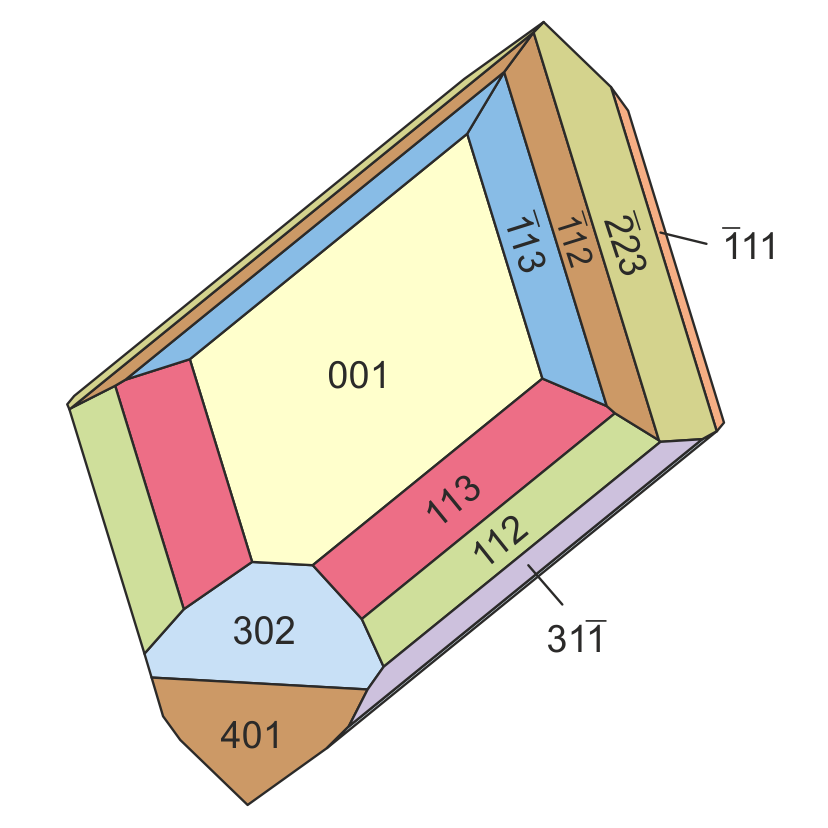
Zeichnung eines nach {001} tafeligen Magnesiopascoit-Kristalls

An seiner Typlokalität bildet Magnesiopascoit parallele Stapel aus Kristallen, die im Habitus von tafelig über isometrisch bis prismatisch variieren. Sie können zu komplexen Aggregaten verwachsen sein, die mehrere Millimeter Größe erreichen. Trachtbestimmend ist das Basispinakoid {001}, dazu treten in den Zonen [110] und [110] unzählige kleine Flächenformen, die zu einer deutlichen, mit 120° zueinander angeordneten Streifung der Kristalle führen und gleichzeitig eine hexagonale Symmetrie vortäuschen. Zu den Formen in den genannten Zonen zählen {302}, {401}, {112}, {113}, {111}, {112}, {223} und {331}. Zwillinge sind nicht bekannt.

### Physikalische und chemische Eigenschaften
Magnesiopascoit-Kristalle sind leuchtend orange gefärbt, ihre Strichfarbe wird mit Gelb angegeben. Die Oberflächen der durchsichtigen Kristalle zeigen einen charakteristischen diamantartigen Glanz. Magnesiopascoit besitzt entsprechend diesem Diamantglanz eine hohe Lichtbrechung (nα = 1,769; nβ = 1,802; nγ = 1,807) und eine hohe Doppelbrechung (δ = 0,038). Der optisch zweiachsig negative Magnesiopascoit weist einen optischen Achsenwinkel 2V von 45° (gemessen) bzw. 42° (berechnet) und eine starke Dispersion mit r < v auf. Im durchfallenden Licht zeigt das Mineral orangefarbene bis gelbliche Töne mit einem deutlichen Pleochroismus von Y = orange nach X = Z = gelb.
Magnesiopascoit löst sich rasch in kalter verdünnter Salzsäure, HCl, deutlich langsamer hingegen in H2O. Bei Erhitzung erfolgt eine schnelle Zersetzung wohl durch Dehydratisierung. Aussagen zu einer möglichen Fluoreszenz im lang- oder kurzwelligen UV-Licht fehlen.
Insgesamt ähnelt Magnesiopascoit optisch sehr den anderen Mineralien der Pascoit-Gruppe wie Pascoit, Hummerit und Lasalit, was eine rein visuelle Identifizierung problematisch macht. Aus diesem Grund dürfte Magnesiopascoit bislang oft übersehen und deshalb wesentlich weiter verbreitet sein.

## Bildung und Fundorte

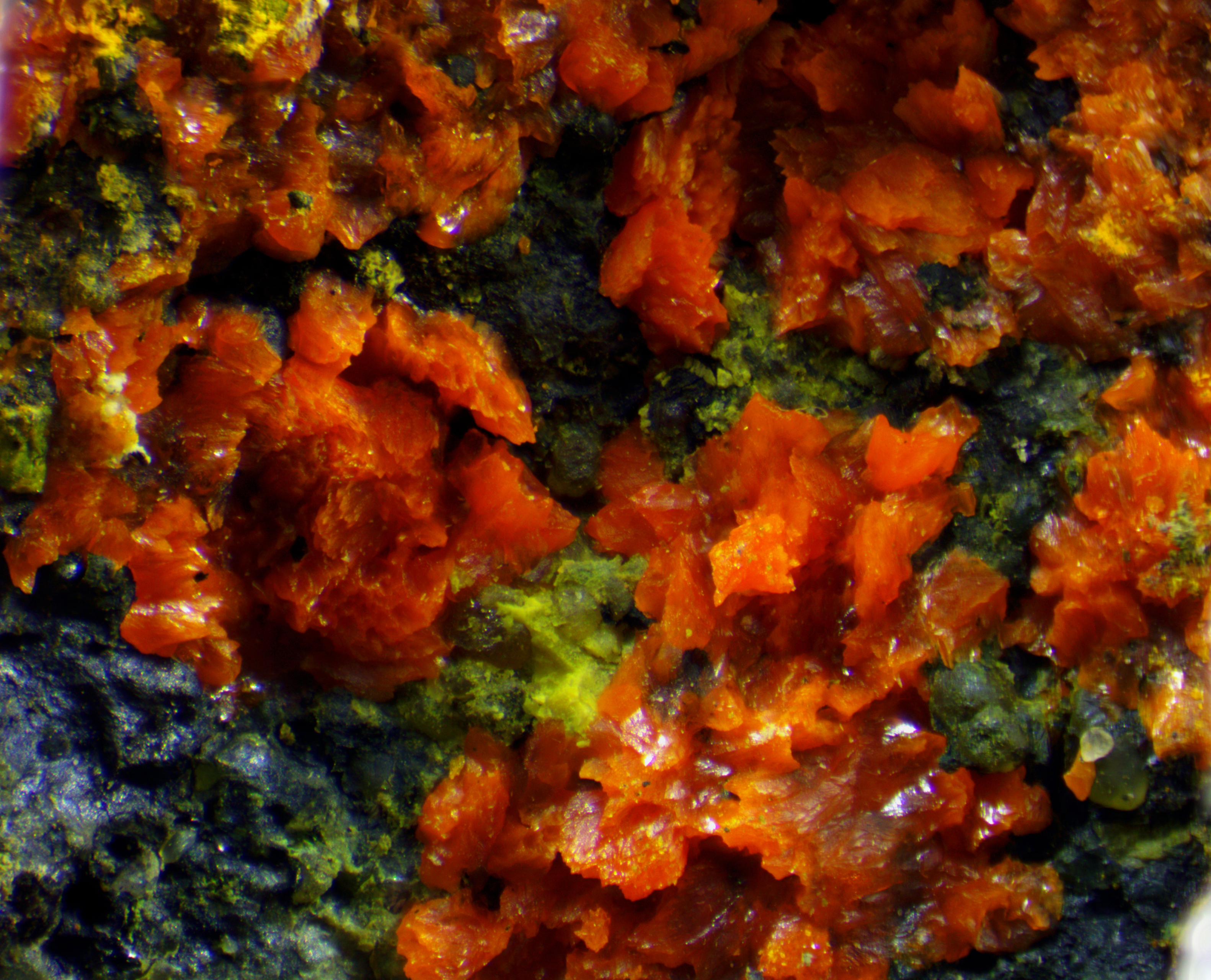
Magnesiopascoit aus dem Mesa County, Colorado, USA

Als sehr seltene Mineralbildung wurde der Magnesiopascoit bisher (Stand 2019) lediglich von sechs Fundpunkten beschrieben. Die Typlokalität für Magnesiopascoit ist die circa 15 km östlich von La Sal im Lion Canyon gelegene, heute aufgelassene Uran-Vanadium-Lagerstätte der „Blue Cap Mine“ im La-Sal-District (Paradox Valley District), San Juan Co., Utah, USA. Die maximale Länge der Abbaue beträgt 600 ft mit zahllosen Erzfällen, Durchschlägen und Strecken zu den Erzkörpern auf beiden Seiten des Stollens. Viele der Erzkörper befinden sich in „Paläokanalen“.
Bei der „Blue Cap Mine“ handelt es sich um eine Lagerstätte mit fein verteiltem (disseminiertem) Erz, das organische Komponenten wie Holz und/oder Knochen verdrängt hat, im „Salt Wash Member“ der Morrison-Formation. Kohliges Material bildet in diesen Schichten eine reduzierende Umgebung und ist verantwortlich für die Ausfällung von Uran- und Vanadium-Oxiden (wie z. B. Uraninit, Corvusit und Montroseit) aus Lösungen. Magnesiopascoit ist ein charakteristisches Sekundärmineral und hat sich an seiner Typlokalität – ähnlich wie Rossit und Martyit – erst nach den Bergbauaktivitäten durch Auslaugung (Leaching) und Oxidation von Vanadium-Oxiden durch zirkulierende Grundwässer gebildet. Typische Begleitminerale des Magnesiopascoits sind Gips, Rossit, Pyrit, Montroseit und Martyit.
Neben der Typlokalität existieren noch einige weitere Fundstellen für Magnesiopascoit. Dazu gehören:
- die „Packrat Mine“ bei Gateway im Gateway District, beide im Mesa County, Colorado, USA[10]
- die „Blue Streak Mine“ im Bull Canyon District, Montrose County, Colorado, USA[11][12]
- die „Opera Box Mine“ (Aztec Mine) im Gypsum Valley, Montrose Co., Colorado, USA
- die „Vanadium Queen Mine“, beide bei La Sal im La Sal District (Paradox Valley District), San Juan Co., Utah, USA[3]
- die „Firefly–Pigmay Mine“ im La Sal Quadrangle, San Juan Co., Utah, USA

Fundstellen für Magnesiopascoit aus Deutschland, Österreich und der Schweiz sind damit unbekannt.

## Verwendung
Magnesiopascoit ist aufgrund seiner Seltenheit nur für den Sammler von Mineralen von Interesse.